# Пролетарій (Новгородська область)
Пролетарій (рос. Пролетарий) — робітниче селище в Новгородському районі Новгородської області Російської Федерації.
Населення становить 4630 осіб. Входить до складу муніципального утворення Пролетарське міське поселення.

## Історія
Від 2004 року входить до складу муніципального утворення Пролетарське міське поселення.

## Населення
| 1939  | 1959  | 1970  | 1979  | 1989  | 2002  | 2009  |
| ----- | ----- | ----- | ----- | ----- | ----- | ----- |
| 4393  | ↗5897 | ↗6216 | ↗6818 | ↘5753 | ↘5362 | ↘4654 |
| 2010  | 2012  | 2013  | 2014  | 2015  | 2016  | 2017  |
| ↗5145 | ↘5101 | ↘5014 | ↘4843 | ↘4804 | ↗4821 | ↘4817 |
| 2018  | 2019  | 2020  | 2021  |       |       |       |
| ↘4768 | ↘4683 | ↘4583 | ↘4500 |       |       |       |